# Вільямнагар
Вільямнагар (англ. Williamnagar) — місто в індійському штаті Мегхалая, адміністративний центр округу Східні Гори Гаро.

## Географія
Місто розташоване у західній частині штату.

### Клімат
Місто знаходиться у зоні, котра характеризується вологим субтропічним кліматом. Найтепліший місяць — серпень із середньою температурою 27.6 °C (81.6 °F). Найхолодніший місяць — січень, із середньою температурою 17.1 °С (62.7 °F).
| Клімат Вільямнагара     | Клімат Вільямнагара | Клімат Вільямнагара | Клімат Вільямнагара | Клімат Вільямнагара | Клімат Вільямнагара | Клімат Вільямнагара | Клімат Вільямнагара | Клімат Вільямнагара | Клімат Вільямнагара | Клімат Вільямнагара | Клімат Вільямнагара | Клімат Вільямнагара | Клімат Вільямнагара |
| Показник                | Січ.                | Лют.                | Бер.                | Квіт.               | Трав.               | Черв.               | Лип.                | Серп.               | Вер.                | Жовт.               | Лист.               | Груд.               | Рік                 |
| Середній максимум, °C   | 23,3                | 25,7                | 30,1                | 31,6                | 30,5                | 30                  | 30,1                | 30,3                | 30,2                | 29,4                | 27                  | 24                  | 28,5                |
| Середня температура, °C | 17                  | 19,1                | 23,4                | 26,1                | 26,4                | 27                  | 27,4                | 27,6                | 27,2                | 25,7                | 22                  | 18,2                | 23,9                |
| Середній мінімум, °C    | 10,8                | 12,6                | 16,7                | 20,7                | 22,2                | 23,9                | 24,8                | 24,9                | 24,3                | 22,1                | 17,1                | 12,4                | 19,4                |
| Норма опадів, мм        | 8.1                 | 15.4                | 46.1                | 160.1               | 422.7               | 567.6               | 534.1               | 464.2               | 315.6               | 167.9               | 24                  | 3.3                 | 2729                |
| ----------------------- | ------------------- | ------------------- | ------------------- | ------------------- | ------------------- | ------------------- | ------------------- | ------------------- | ------------------- | ------------------- | ------------------- | ------------------- | ------------------- |
| Джерело: Weatherbase    |                     |                     |                     |                     |                     |                     |                     |                     |                     |                     |                     |                     |                     |